# Cupa IHF Feminin 1983-84
Cupa IHF Feminin 1983-84 a fost a treia ediție a Cupei IHF și s-a desfășurat între 13 noiembrie 1983 și 31 martie 1984. La competiție au luat parte 12 echipe, dar au absentat șase țări care au contestat ediția anterioară, inclusiv finalistele Uniunea Sovietică și Republica Democrată Germană, așa că runda de calificare cu 16 competitoare a fost restrânsă la doar 10, din care una nu s-a mai prezentat. 
În schimb, în întrecere și-a făcut debutul Luxemburgul. Chimistul Râmnicu Vâlcea a devenit primul club românesc ce a câștigat trofeul, după ce a învins VfL Oldenburg, prima echipă vest-europeană calificată vreodată în finală. Chimistul a cucerit Cupa IHF 1983-84 în urma a șase victorii, din tot atâtea meciuri disputate.

## Runda ce calificare 1
Adversara Chimistului Râmnicu Vâlcea, formația portugheză CD Torres Novas, nu s-a prezentat la cele două meciuri ale Rundei 1, așa că echipa românească a avansat direct în sferturile de finală. 

### Meciurile
| Echipa 1            | Total                      | Echipa 2                 | Tur     | Retur   |
| ------------------- | -------------------------- | ------------------------ | ------- | ------- |
| CD Torres Novas     | victorie prin neprezentare | Chimistul Râmnicu Vâlcea |         |         |
| Tvis Holstebro KFUM | 19 – 21                    | HV Enzico Swift          | 14 – 15 | 15 – 16 |
| Balonmano Zaragoza  | 27 – 49                    | ASU Lyon                 | 18 – 23 | 9 – 26  |
| Sporting Neerpelt   | 20 – 65                    | Bækkelagets SK           | 8 – 32  | 12 – 33 |
| VfL Oldenburg       | 96 – 7                     | HC La Fraternelle Esch   | 53 – 3  | 43 – 4  |

#### Turul
|  | Tvis Holstebro KFUM | 14 - 15 | HV Enzico Swift | Idrætscenter Vest, Holstebro |
|  |                     |         |                 | Idrætscenter Vest, Holstebro |
|  |                     |         |                 | Idrætscenter Vest, Holstebro |

|  | Balonmano Zaragoza | 18 - 23 | ASU Lyon |  |
|  |                    |         |          |  |
|  |                    |         |          |  |

|  | Sporting Neerpelt | 8 - 32 | Bækkelagets SK | Sportcentrum Dommelhof, Neerpelt |
|  |                   |        |                | Sportcentrum Dommelhof, Neerpelt |
|  |                   |        |                | Sportcentrum Dommelhof, Neerpelt |

| 13 noiembrie 1983 | VfL Oldenburg | 53 - 3 | HC La Fraternelle Esch | Brandsweghalle, Oldenburg Asistență: 600 |
| 13 noiembrie 1983 |               |        |                        | Brandsweghalle, Oldenburg Asistență: 600 |
| 13 noiembrie 1983 |               |        |                        | Brandsweghalle, Oldenburg Asistență: 600 |

#### Returul
|  | HV Enzico Swift | 16 - 15 | Tvis Holstebro KFUM | Sporthal Elderveld, Arnhem |
|  |                 |         |                     | Sporthal Elderveld, Arnhem |
|  |                 |         |                     | Sporthal Elderveld, Arnhem |

|  | ASU Lyon | 26 - 9 | Balonmano Zaragoza | Palais des Sports Jean Capievic, Vaulx-en-Velin |
|  |          |        |                    | Palais des Sports Jean Capievic, Vaulx-en-Velin |
|  |          |        |                    | Palais des Sports Jean Capievic, Vaulx-en-Velin |

|  | Bækkelagets SK | 33 - 12 | Sporting Neerpelt | Ekeberg Idrettshall, Oslo |
|  |                |         |                   | Ekeberg Idrettshall, Oslo |
|  |                |         |                   | Ekeberg Idrettshall, Oslo |

| 20 noiembrie 1983 | HC La Fraternelle Esch | 4 - 43 | VfL Oldenburg | Hall Omnisport de Esch-sur-Alzette, Esch-sur-Alzette |
| 20 noiembrie 1983 |                        |        |               | Hall Omnisport de Esch-sur-Alzette, Esch-sur-Alzette |
| 20 noiembrie 1983 |                        |        |               | Hall Omnisport de Esch-sur-Alzette, Esch-sur-Alzette |

## Sferturile de finale

### Meciurile
| Echipa 1                 | Total   | Echipa 2                    | Tur     | Retur   |
| ------------------------ | ------- | --------------------------- | ------- | ------- |
| Chimistul Râmnicu Vâlcea | 56 – 37 | HV Enzico Swift             | 32 – 16 | 24 – 21 |
| ASU Lyon                 | 37 – 55 | Békéscsabai Előre Spartacus | 17 – 29 | 20 – 26 |
| Lokomotiva Mostar        | 47 – 52 | Iskra Partizánske           | 27 – 21 | 20 – 31 |
| VfL Oldenburg            | 34 – 34 | Bækkelagets SK              | 16 – 17 | 18 – 17 |

#### Turul
| 8 ianuarie 1984 11:00 | Chimistul Râmnicu Vâlcea | 32 - 16 | HV Enzico Swift | Sala Sporturilor Traian, Râmnicu Vâlcea |
| 8 ianuarie 1984 11:00 | (16-6)                   |         |                 | Sala Sporturilor Traian, Râmnicu Vâlcea |
| 8 ianuarie 1984 11:00 |                          |         |                 | Sala Sporturilor Traian, Râmnicu Vâlcea |

| 8 ianuarie 1984 | ASU Lyon | 17 - 29 | Békéscsabai Előre Spartacus | Palais des Sports Jean Capievic, Vaulx-en-Velin |
| 8 ianuarie 1984 | (6-17)   |         |                             | Palais des Sports Jean Capievic, Vaulx-en-Velin |
| 8 ianuarie 1984 |          |         |                             | Palais des Sports Jean Capievic, Vaulx-en-Velin |

|  | Lokomotiva Mostar | 27 - 21 | Iskra Partizánske | Športska dvorana Bijeli Brijeg, Mostar |
|  | (12-12)           |         |                   | Športska dvorana Bijeli Brijeg, Mostar |
|  |                   |         |                   | Športska dvorana Bijeli Brijeg, Mostar |

| 8 ianuarie 1984 | VfL Oldenburg | 16 - 17 | Bækkelagets SK | Brandsweghalle, Oldenburg Asistență: 900 |
| 8 ianuarie 1984 | (11-7)        |         |                | Brandsweghalle, Oldenburg Asistență: 900 |
| 8 ianuarie 1984 |               |         |                | Brandsweghalle, Oldenburg Asistență: 900 |

#### Returul
|  | HV Enzico Swift | 21 - 24 | Chimistul Râmnicu Vâlcea | Sporthal Elderveld, Arnhem |
|  | (8-17)          |         |                          | Sporthal Elderveld, Arnhem |
|  |                 |         |                          | Sporthal Elderveld, Arnhem |

| 15 ianuarie 1984 | Békéscsabai Előre Spartacus | 26 - 20 | ASU Lyon | Városi Sportcsarnok, Békéscsaba |
| 15 ianuarie 1984 | Csulikné 16                 | (12-10) |          | Városi Sportcsarnok, Békéscsaba |
| 15 ianuarie 1984 |                             |         |          | Városi Sportcsarnok, Békéscsaba |

| 15 ianuarie 1984 | Bækkelagets SK | 17 - 18 | VfL Oldenburg | Ekeberg Idrettshall, Oslo |
| 15 ianuarie 1984 | (6-9)          |         |               | Ekeberg Idrettshall, Oslo |
| 15 ianuarie 1984 |                |         |               | Ekeberg Idrettshall, Oslo |

|  | Iskra Partizánske | 31 - 20 | Lokomotiva Mostar | Mestská športová hala, Partizánske |
|  | (17-10)           |         |                   | Mestská športová hala, Partizánske |
|  |                   |         |                   | Mestská športová hala, Partizánske |

## Semifinalele

### Meciurile
| Echipa 1                 | Total   | Echipa 2                    | Tur     | Retur   |
| ------------------------ | ------- | --------------------------- | ------- | ------- |
| Chimistul Râmnicu Vâlcea | 51 – 42 | Békéscsabai Előre Spartacus | 28 – 21 | 23 – 21 |
| Iskra Partizánske        | 34 – 34 | VfL Oldenburg               | 21 – 16 | 13 – 18 |

#### Turul
| 18 februarie 1984 | Iskra Partizánske | 21 – 16 | VfL Oldenburg | Mestská športová hala, Partizánske |
| 18 februarie 1984 | (11-8)            |         |               | Mestská športová hala, Partizánske |
| 18 februarie 1984 |                   |         |               | Mestská športová hala, Partizánske |

| 19 februarie 1984 | Chimistul Râmnicu Vâlcea | 28 - 21 | Békéscsabai Előre Spartacus | Sala Sporturilor Traian, Râmnicu Vâlcea |
| 19 februarie 1984 |                          | (14-9)  | Csulikné 10                 | Sala Sporturilor Traian, Râmnicu Vâlcea |
| 19 februarie 1984 |                          |         |                             | Sala Sporturilor Traian, Râmnicu Vâlcea |

#### Returul
| 25 februarie 1984 | Békéscsabai Előre Spartacus | 21 - 23 | Chimistul Râmnicu Vâlcea | Városi Sportcsarnok, Békéscsaba |
| 25 februarie 1984 | Csulikné 13                 | (8-11)  |                          | Városi Sportcsarnok, Békéscsaba |
| 25 februarie 1984 |                             |         |                          | Városi Sportcsarnok, Békéscsaba |

| 25 februarie 1984 | VfL Oldenburg | 18 - 13 | Iskra Partizánske | Brandsweghalle, Oldenburg Asistență: 1.300 |
| 25 februarie 1984 | (12-7)        |         |                   | Brandsweghalle, Oldenburg Asistență: 1.300 |
| 25 februarie 1984 |               |         |                   | Brandsweghalle, Oldenburg Asistență: 1.300 |

## Finala
În meciul tur, desfășurat la Oldenburg, Chimistul Râmnicu Vâlcea a învins echipa germană VfL Oldenburg la o diferență de patru goluri. În meciul retur, disputat în Sala Sporturilor Traian din Râmnicu Vâlcea, în fața a peste 3.000 de spectatori (3.313 plătitori, dar 4.000 sau peste 4.000, conform altor surse), Chimistul a învins cu 29-21. Cu două victorii și un scor general de 51-39, echipa Chimistul a câștigat primul său trofeu internațional. Cupa a fost înmânată de elvețianul Otto Schwartz, reprezentantul IHF, căpitanului echipei vâlcene, Geta Andronache.

### Meciurile
| Echipa 1                 | Total   | Echipa 2      | Tur     | Retur   |
| ------------------------ | ------- | ------------- | ------- | ------- |
| Chimistul Râmnicu Vâlcea | 51 – 39 | VfL Oldenburg | 22 – 18 | 29 – 21 |

#### Turul
| 24 martie 1984 | VfL Oldenburg | 18 - 22 | Chimistul Râmnicu Vâlcea | Brandsweghalle, Oldenburg |
| 24 martie 1984 |               | (9-7)   | Verigeanu 10             | Brandsweghalle, Oldenburg |
| 24 martie 1984 |               |         |                          | Brandsweghalle, Oldenburg |

#### Returul
| 31 martie 1984 17:30 | Chimistul Râmnicu Vâlcea | 29 – 21 | VfL Oldenburg | Sala Sporturilor Traian, Râmnicu Vâlcea Asistență: 3.313 Arbitri: Kostov, Kabadelov |
| 31 martie 1984 17:30 | Verigeanu 11             | (15-10) | Köster 8      | Sala Sporturilor Traian, Râmnicu Vâlcea Asistență: 3.313 Arbitri: Kostov, Kabadelov |
| 31 martie 1984 17:30 | 8×                       |         |               | Sala Sporturilor Traian, Râmnicu Vâlcea Asistență: 3.313 Arbitri: Kostov, Kabadelov |

| Câștigătoarea Cupei IHF 1983-84 |
| --- |
| România |

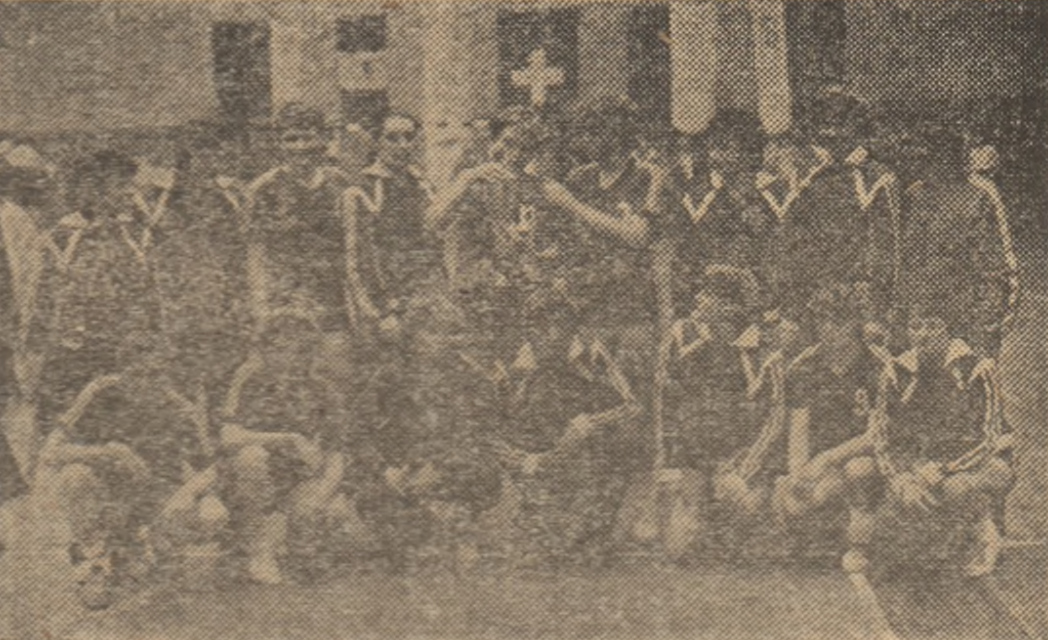
Echipa Chimistul Râmnicu Vâlcea cu trofeu

| Chimistul Râmnicu Vâlcea Primul titlu Echipa: Cristina Lada-Rouă, Doina Rodeanu, Elena Morariu, Nicoleta Petre, Edit Török, Rodica Pestrea, Felicia Tipi, Maria Verigeanu, Georgeta Andronache (C), Hilda Popescu, Doina Bucur, Maria Petre, Nicolița Băzărâncă, Nicoleta Lazăr Antrenori: Constantin Popescu, Maria Ciulei |